# São Caetano Esporte Clube
Maillots
São Caetano Esporte Clube est un club brésilien de volley-ball fondé en 1914 et basé à São Caetano do Sul qui évolue pour la saison 2016-2017 en Superliga feminina.

## Historique
- Colgate/São Caetano (1992-1995)
- Cepacol/São Caetano (1995-1996)
- Mizuno/Uniban (1996-1997)
- Uniban/São Caetano (1997-1998)
- São Caetano Esporte Clube (1998-2001)
- Açúcar União/São Caetano (2001-2004)
- São Caetano/Detur (2004-2005)
- São Caetano/Mon Bijou (2005-2007)
- São Caetano/Detur (2007-2008)
- São Caetano/Blausiegel (2008-2010)
- São Caetano Esporte Clube (2010-2012)
- São Cristóvão Saúde/São Caetano (2012-...)

## Palmarès
- Championnat du Brésil
  - Vainqueur : 1992.
  - Finaliste : 1991, 1993, 1997.
- Coupe du Brésil
  - Finaliste  : 2008.
- Championnat du monde des clubs
  - Finaliste : 1991.

## Entraîneurs
- 1988-1992 :  José Roberto Guimarães

## Effectifs

### Saison 2019-2020
| No                                                                                  | Nom                                                                                 | Date de naissance                                                                   | Taille                         | Poids                          | Poste                          |
| ----------------------------------------------------------------------------------- | ----------------------------------------------------------------------------------- | ----------------------------------------------------------------------------------- | ------------------------------ | ------------------------------ | ------------------------------ |
| 1                                                                                   | Juliana Mello                                                                       | 29 juin 1994                                                                        | 187                            | 76                             | Centrale                       |
| 2                                                                                   | Lia Mariano                                                                         | 14 mai 2000                                                                         | 185                            |                                | Centrale                       |
| 4                                                                                   | Natália Fernandes Silva                                                             | 31 mars 1995                                                                        | 194                            | 70                             | Réceptionneuse-attaquante      |
| 5                                                                                   | Fernanda Batista                                                                    | 30 septembre 1995                                                                   | 184                            | 73                             | Centrale                       |
| 6                                                                                   | Ana Cristina Porto                                                                  | 1er octobre 1982                                                                    | 173                            | 70                             | Passeuse                       |
| 8                                                                                   | Flávia Kalusz                                                                       | 2 août 1999                                                                         | 180                            |                                | Réceptionneuse-attaquante      |
| 11                                                                                  | Luiza Sanches                                                                       | 14 septembre 1999                                                                   | 183                            | 85                             | Réceptionneuse-attaquante      |
| 12                                                                                  | Letícia Scherer                                                                     | 30 avril 1999                                                                       | 181                            | 69                             | Réceptionneuse-attaquante      |
| 13                                                                                  | Ana Flávia Galvão                                                                   | 8 février 1997                                                                      | 184                            | 65                             | Passeuse                       |
| 14                                                                                  | Sonaly Cidrão                                                                       | 20 juin 1993                                                                        | 181                            | 79                             | Réceptionneuse-attaquante      |
| 16                                                                                  | Giovana Da Silva                                                                    | 15 septembre 2000                                                                   | 158                            | 69                             | Libero                         |
| 17                                                                                  | Paulina de Souza                                                                    | 9 juillet 1999                                                                      | 174                            | 61                             | Libero                         |
| 18                                                                                  | Gabriella da Silva                                                                  | 15 mai 1997                                                                         | 183                            | 65                             | Centrale                       |
| 20                                                                                  | Maria Eduarda Oliveira                                                              | 13 mai 1999                                                                         | 186                            | 78                             | Réceptionneuse-attaquante      |
|                                                                                     |                                                                                     |                                                                                     |                                |                                |                                |
| Encadrement technique                                                               | Encadrement technique                                                               |                                                                                     | Légende                        | Légende                        | Légende                        |
| Entraîneur : Fernando Gomes                                                         | Entraîneur : Fernando Gomes                                                         | Entraîneur : Fernando Gomes                                                         | : Capitaine                    | : Capitaine                    | : Capitaine                    |
| Entraîneur(s) adjoint(s) : Pedro Glugoski Entraîneur(s) adjoint(s) : Tarcisio André | Entraîneur(s) adjoint(s) : Pedro Glugoski Entraîneur(s) adjoint(s) : Tarcisio André | Entraîneur(s) adjoint(s) : Pedro Glugoski Entraîneur(s) adjoint(s) : Tarcisio André | : Joueuse blessée actuellement | : Joueuse blessée actuellement | : Joueuse blessée actuellement |